# Méfou-et-Akono
Departament Méfou-et-Akono – departament w Regionie Centralnym w Kamerunie ze stolicą w Ngoumou. Na powierzchni 1 329 km² żyje około 57,1 tys. mieszkańców.